# Antonín Kříž
Antonín Kříž (* 24. srpna 1953, Jilemnice) je bývalý československý biatlonista.

## Lyžařská kariéra
Na XII. ZOH v Innsbrucku 1976 skončil v závodě jednotlivců na 20 km na 17. místě a ve štafetě na 4x7,5 km na 9. místě. V roce 1974 se stal ve finské Kurrice juniorským mistrem světa v závodě jednotlivců na 10 km a bronzovou medaili vybojoval i v závodě štafet ve složení Miroslav Soviš, Antonín Kříž a Josef Malínský. Ve stejném složení skončili na 3. místě i na předchozím na MS juniorů v roce 1973. Na seniorském mistrovství světa 1978 v Hochfilzenu v kategorii mužů skončil v závodě jednotlivců na 9. místě a s československou štafetou obsadil 6. místo.